# الما دنیلسون
آلما دنیلسون (انگلیسی: Elma Danielsson؛ ۱ مارس ۱۸۶۵ – ۸ فوریهٔ ۱۹۳۶) روزنامه‌نگار اهل سوئد بود.

## زندگی
الما دنیلسون در فالون چشم به جهان گشود. او فعالیت حرفه‌ای خود را به عنوان معلم در نظام آموزش عمومی آغاز کرد و در مسیر خدمت به آموزش، نقش مهمی در ارتقای سطح فرهنگی نسل جوان ایفا نمود. در سال‌های نخست بزرگسالی، به همراه نامزدش آکسل دنیلسون به مالمو نقل مکان کرد. رابطهٔ آن‌ها از زمان نامزدی در سال ۱۸۸۱ آغاز شد و با وجود فراز و نشیب‌های بسیار، سرانجام در سال ۱۸۹۷، یعنی شانزده سال پس از آغاز نامزدی، به ازدواج رسمی انجامید. این زوج دارای پسری به نام آترداگ بودند که در سال ۱۸۹۱ متولد شد اما متأسفانه تنها چهار سال بعد درگذشت (۱۸۹۵–۱۸۹۱).
در دوران اقامت در مالمو، این زوج به فعالیت‌های سیاسی و اجتماعی چشمگیری دست زدند. آکسل دنیلسون روزنامهٔ آربته‌ت (Arbetet)، یکی از نشریات سوسیال‌دموکرات رادیکال را در این شهر منتشر می‌کرد. الما دنیلسون نیز از سال ۱۸۸۷ به عنوان روزنامه‌نگار در این نشریه فعالیت داشت و سهم قابل‌توجهی در محتوای آن ایفا می‌کرد. در سال ۱۸۸۹، هنگامی که آکسل به دلیل اتهام کفرگویی به زندان افتاد، الما دنیلسون وظیفهٔ ادارهٔ روزنامه را بر عهده گرفت و آن را تا آزادی آکسل در سال ۱۸۹۰ با موفقیت مدیریت کرد. این تجربه، مهارت‌های رهبری و استقلال فکری او را بیش‌ازپیش نمایان ساخت.
در سال ۱۸۹۱، الما دنیلسون به ایالات متحده آمریکا مهاجرت کرد و برای مدتی در آن کشور زندگی نمود. این مهاجرت، فرصتی برای آشنایی با جنبش‌های کارگری بین‌المللی و دستاوردهای فمینیسم در دیگر کشورها برای او فراهم آورد. او در سال ۱۸۹۵ به سوئد بازگشت و فعالیت‌های اجتماعی و سیاسی خود را با انرژی دوچندان از سر گرفت.
الما دنیلسون یکی از سخنگویان برجستهٔ حقوق زنان در درون جنبش طبقهٔ کارگر سوئد بود. او در سال ۱۸۸۸ بنیان‌گذار انجمن زنان کارگر (Kvinnliga arbetarklubben) در مالمو شد؛ این انجمن، نخستین سازمان سوسیالیستی برای زنان کارگر در سوئد بود. دنیلسون به عنوان رئیس انجمن بین سال‌های ۱۸۸۸ تا ۱۸۹۰ فعالیت کرد و با تلاش‌های خود توانست بسیاری از زنان را به فعالیت‌های اجتماعی و سیاسی جذب کند. همچنین در سال ۱۹۰۰، از بنیان‌گذاران باشگاه بحث‌وگفتگوی زنان مالمو (Malmö kvinnliga diskussionsklubb) بود که به بستری برای تبادل نظر و ارتقای آگاهی زنان بدل شد.
پس از آن‌که زنان در سال ۱۹۰۹ به حق رأی در انتخابات شهری دست یافتند، الما دنیلسون توانست به عنوان نخستین زن به عضویت شورای شهر مالمو انتخاب شود. این رویداد نقطهٔ عطفی در تاریخ مشارکت سیاسی زنان در سوئد بود و راه را برای حضور گسترده‌تر زنان در عرصه‌های تصمیم‌گیری اجتماعی و سیاسی هموار ساخت. دنیلسون با بهره‌گیری از توانمندی‌های فردی، تجربهٔ سیاسی، و تعهد اجتماعی‌اش، در این سمت نیز بسیار فعال بود و تلاش کرد تا مسائل مربوط به حقوق زنان، شرایط کارگران و رفاه اجتماعی را در دستور کار شورا قرار دهد.
به نقل از آگوست استریندبری، نویسنده و نمایشنامه‌نویس نامدار سوئدی، زمانی خطاب به آکسل دنیلسون گفته شد: «خوش‌به‌حالت که نامزدت زنی است با جرقه‌ای در وجود.» این توصیف به‌روشنی بازتاب‌دهندهٔ شخصیت پرشور، پرانرژی و آرمان‌خواه الما دنیلسون است که در یکی از پرچالش‌ترین دوره‌های تاریخ معاصر سوئد، صدای زنان و طبقهٔ کارگر بود.